# Phoebe Cates

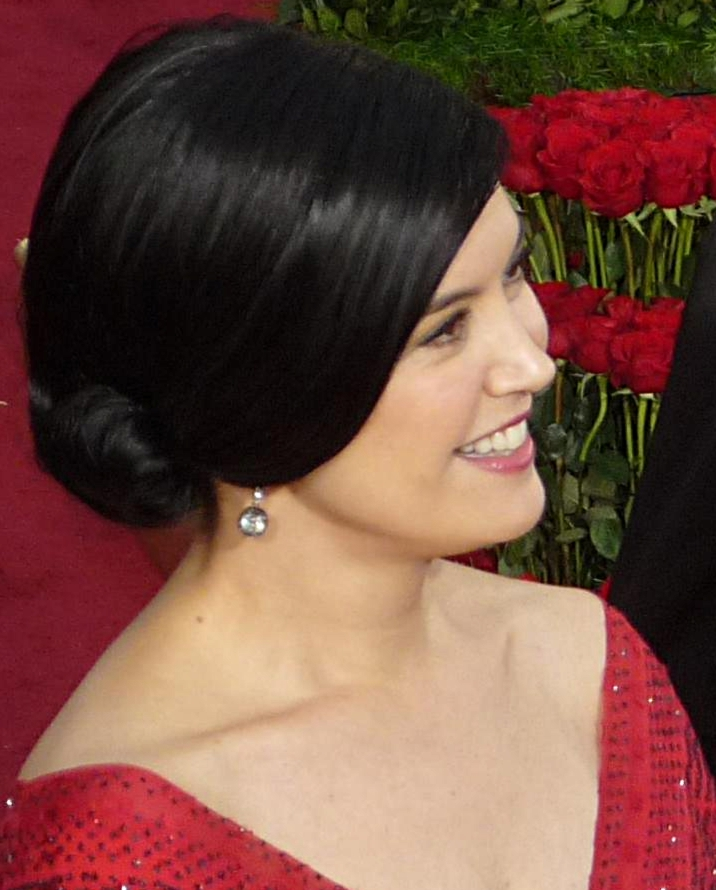
Phoebe Cates bei der Oscarverleihung 2009

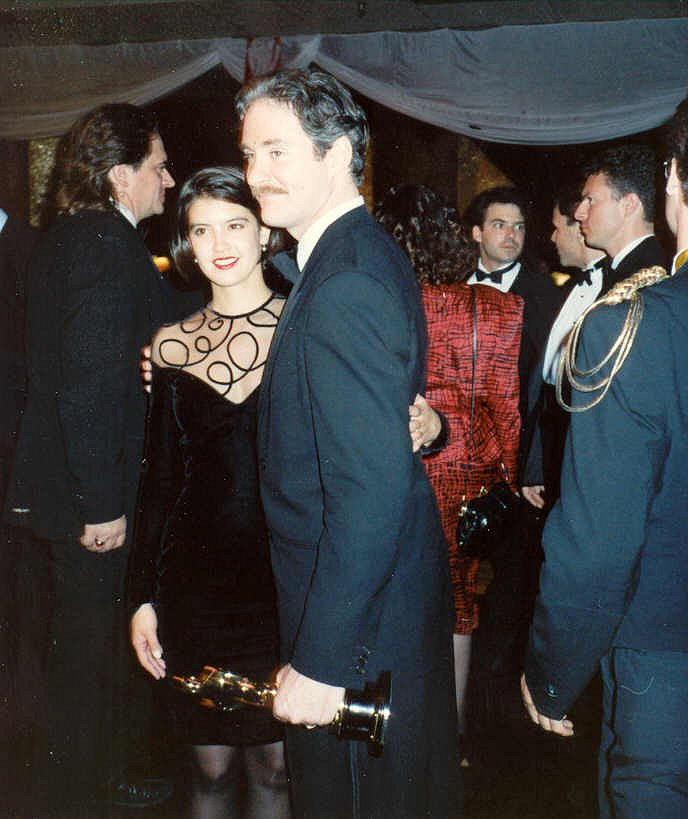
Cates mit Ehemann Kevin Kline (1989)

Phoebe Belle Cates (* 16. Juli 1963 in New York City) ist eine US-amerikanische Schauspielerin. 

## Leben
Cates' Vater Joseph war ein bekannter New Yorker Fernsehproduzent. Schon mit 16 arbeitete sie regelmäßig als Model und erschien auf den Titelseiten von Jugend-Zeitschriften. Ihr Filmdebüt gab sie 1982 mit 19 Jahren in dem Film Das blaue Paradies – zum Missfallen ihres Vaters: Da Cates ihr letztes Schuljahr wegen des Films unterbrechen musste, schloss sie die High School nie ab. Zu diesem Film sang sie auch das Titellied „Paradise“, welches auch als Single veröffentlicht wurde und in Italien auf Platz 1 war. 1983 bewarb sie sich vergeblich für eine Rolle in dem Film Der große Frust. Dabei lernte sie Schauspielkollegen Kevin Kline kennen, mit dem sie später zusammenzog. Sie heirateten 1989 und haben zwei Kinder.
Die amerikanische Rockband Fenix*TX veröffentlichte 2001 auf ihrem Album Lechuza ein Lied mit dem Titel Phoebe Cates. Das Lied war Teil des Soundtracks des Spielfilms American Pie 2.
Nach ihrer Schauspielkarriere eröffnete Cates im Jahr 2005 in New York ihr eigenes Bekleidungsgeschäft namens Blue Tree.

## Filmografie
- 1982: Das blaue Paradies (Paradise)
- 1982: Ich glaub’, ich steh’ im Wald (Fast Times at Ridgemont High)
- 1983: Die Sünde der Schwester (Baby Sister, Fernsehfilm)
- 1983: Private School – Die Superanmacher (Private School)
- 1984: Lace (Miniserie)
- 1984: Gremlins – Kleine Monster (Gremlins)
- 1985: Lace II (Miniserie)
- 1987: Verabredung mit einem Engel (Date with an Angel)
- 1988: Die grellen Lichter der Großstadt (Bright Lights, Big City)
- 1988: Shag – More Dancing (Shag)
- 1989: Brennender Hass (Heart of Dixie)
- 1990: Vaclav Havel’s 'Largo Desolato' (Fernsehfilm)
- 1990: Ich liebe Dich zu Tode (I Love You to Death)
- 1990: Gremlins 2 – Die Rückkehr der kleinen Monster (Gremlins 2: The New Batch)
- 1991: Mein böser Freund Fred (Drop Dead Fred)
- 1993: Bodies, Rest & Motion – Liebe im Quadrat (Bodies, Rest & Motion)
- 1994: Prinzessin Caraboo (Princess Caraboo)
- 2001: Beziehungen und andere Katastrophen (The Anniversary Party)